# گمینا ایووو
گمینا ایووو (به لهستانی:  Gmina Iłów) یک گمینا در لهستان است که در شهرستان سوخاچف واقع شده‌است. گمینا ایووو ۱۲۸٫۴۹ کیلومتر مربع مساحت و ۶٬۳۴۲ نفر جمعیت دارد.